# Museo del vino (Parigi)

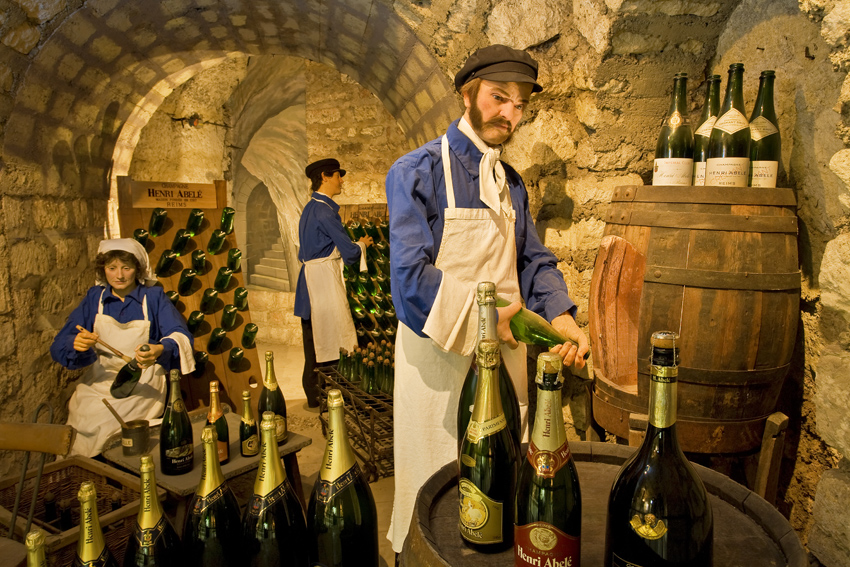
Manichini in cera che rappresentano una scena champenoise

Il museo del vino di Parigi è un museo dedicato alla cultura enologica situato nel XVI arrondissement, nei pressi della Torre Eiffel).
Uno dei suoi obiettivi principali è di riflettere la ricchezza e la diversità del patrimonio francese vitivinicola con una mostra di attrezzi e oggetti tradizionali legati al lavoro della vite e del vino.

## Storia
Il museo del vino è allestito nelle vecchie cave calcaree usate come cantine dai monaci di un'abbazia del Quattrocento distrutta durante la Rivoluzione francese. Le cave riabilitate nel 1950, prima di diventare il Museo del vino, diventarono per un certo periodo le cantine del ristorante della Torre Eiffel. Oggi, il museo è la proprietà del Conseil des échansons de France, una confraternita bacchica, creata nel 1954, che ha per missione la difesa e la promozione delle migliori denominazioni viticole.

## Eventi
Del complesso museale fa parte anche un ristorante. E con quattro sale a volta che possono essere affittate, il museo offre anche seminari, feste, animazioni enologiche e nonché corsi d'iniziazione o di perfezionamento alla degustazione. L'ingresso del museo è libero se si effettua il pranzo.